# Blauwgrijze ara
De blauwgrijze ara (Anodorhynchus glaucus) is een papegaai van het geslacht van de blauwe ara's. De vogel is nauw verwant aan de Lears ara (Anodorhynchus leari)

## Kenmerken
De vogel is gemiddeld 72 cm lang. De vogel heeft een turquoise blauw verenkleed met een grote, grijzige kop. De onderkant van de staartveren is grijs. De vogel heeft een grote krachtige snavel, grauwzwart met een halfronde gele vlek op de ondersnavel.  De naakte huid rond het oog van de vogel is geel.

## Verspreiding en leefgebied
De vogel komt van oorsprong voor in Uruguay, het zuidelijke deel van Paraguay en rondom Río Grande do Sul en Santa Catarina in het zuidwesten van Brazilië en in de provincies Corrientes en Misiones in Argentinië. De vogel leeft graag in de buurt van de oevers van grote rivieren. Het leefgebied bestaat waarschijnlijk uit licht bebost gebied zoals met palmbomen begroeide savannes.

## Voedsel
Het voedsel van deze vogel bestaat voornamelijk uit vruchten van de palmboom Butia yatay, harde noten en zaden.

## Voortplanting
De vogel bouwt zijn nesten op inhammen van steile kliffen. Het vrouwtje legt meestal twee eieren die na ongeveer een maand uitkomen.

## Status
Het is onduidelijk of en hoeveel van deze dieren er nog in het wild leven. Er zijn geen officiële cijfers beschikbaar. De laatste officiële waarneming dateert uit 1960. In 1994 werd aangenomen dat deze vogel was uitgestorven. Er zijn echter na 1994 weer onofficiële waarnemingen gedaan. De grootste bedreiging voor deze vogel was het verdwijnen van de natuurlijke leefomgeving en de handel in exotische dieren en eieren. Om deze redenen staat de blauwgrijze ara sinds 2000 als ernstig bedreigd (kritiek) op de Rode Lijst van de IUCN.